# Операция «Катерина»
Операция «Катерина» — план действий Британского ВМФ на Балтийском море в начале 1940 года. Был направлен на пресечение морской торговли Германии с СССР, Швецией, Финляндией, Эстонией и Латвией. В частности, целью плана было прекращение поставок в Германию шведской железной руды.
Автором идеи был Уинстон Черчилль, составлением плана занимался адмирал лорд Корк. С учётом изменившихся обстоятельств, операция была отменена.

## План
Черчилль предложил послать в Балтийское море крупную эскадру: три линкора класса «Revenge», авианосец, пять крейсеров, две флотилии эсминцев, подводные лодки и вспомогательные суда. Линейные корабли планировалось модифицировать, усилив ПВО и противолодочные средства, а также уменьшив осадку для прохождения через мелководье. 
Корпус линкора Royal Sovereign планировалось оснастить бортовыми бульбами, чтобы увеличить плавучесть и тем самым уменьшить осадку на 3 метра; при этом для усиления защиты от атак с воздуха планировалось усилить палубную броню добавлением около 2000 тонн стали. Планировалось также оставить только две орудийные башни главного калибра. Максимальная скорость после переделки была бы порядка 13-14 узлов.
Помимо прекращения поставок шведской железной руды, Черчилль также ожидал, что демонстрация силы со стороны Великобритании побудит скандинавские страны присоединиться к войне против Германии. 

## Возражения
Первый морской лорд адмирал сэр Дадли Паунд выступил против этого плана по нескольким причинам. Во-первых, брони не хватало, и она была нужна для других целей. Во-вторых, три линкора были крайне необходимы в своих водах, особенно если вдруг Италия и Япония объявят войну Великобритании. 

## Отмена
Несмотря на убедительные возражения, Черчилль продолжал настаивать на проведении данной операции. Паунд избегал аргументов «в лоб», но упорно указывал на возможные проблемы. Наконец, 20 января 1940 года Черчилль отменил операцию.